# 布伦丹
克朗弗特的圣布伦丹（约484年–约577年），绰号“航行者”、“旅行者”或“莽夫”，爱尔兰早期圣徒，是大西洋探险故事的英雄。
圣布伦丹曾在爱尔兰西南部学习，后成为僧侣和司鐸。在8世纪的《布伦丹游记》中记载了他的航海冒险故事，这部爱尔兰史诗于10世纪初译成拉丁文，记载了布伦丹和其他几位修士航行大西洋并到达“上帝应许给圣徒之地”，许多探险家至今仍在寻找圣布伦丹岛。